# Campionati mondiali di bob 1987
I Campionati mondiali di bob 1987, quarantesima edizione della manifestazione organizzata dalla Federazione Internazionale di Bob e Skeleton, si sono disputati dal 10 al 18 gennaio 1987 a Sankt Moritz, in Svizzera, per le sole gare maschili, per le sole gare maschili, sulla pista Olympia Bobrun St. Moritz–Celerina, il tracciato naturale sul quale si svolsero le competizioni del bob e delle skeleton ai Giochi di Sankt Moritz 1928 e di Sankt Moritz 1948 e le rassegne iridate maschili del 1931, del 1935, del 1937 (limitatamente al bob a quattro), del 1938 e del 1939 (solo bob a due), del 1947, del 1955, del 1957, del 1959, del 1965, del 1970, del 1974, del 1977 e del 1982 per entrambe le specialità maschili. La località elvetica ha ospitato quindi le competizioni iridate per la tredicesima volta nel bob a quattro e per la dodicesima nel bob a due uomini.
L'edizione ha visto dominare la Svizzera che si aggiudicò entrambe le medaglie d'oro, una medaglia d'argento e una di bronzo sulle sei disponibili in totale, lasciando alla Germania Est due argenti. I titoli sono stati infatti conquistati nel bob a due uomini da Ralph Pichler e Celeste Poltera e nel bob a quattro da Hans Hiltebrand, Urs Fehlmann, Erwin Fassbind e André Kiser.

## Risultati

### Bob a due uomini
La gara si è disputata il 10 e l'11 gennaio 1987 nell'arco di quattro manches. Campioni mondiali in carica erano tedeschi orientali Wolfgang Hoppe e Dietmar Schauerhammer, giunti secondi al traguardo a pari tempo (calcolato al centesimo di secondo) con gli svizzeri Hans Hiltebrand e André Kiser, e il titolo è stato quindi conquistato dall'altra coppia elvetica composta da Ralph Pichler e Celeste Poltera, entrambi già medaglia d'argento nella precedente edizione disputatasi nel 1986 a Schönau am Königssee e con Pichler al suo secondo alloro iridato nel bob a due dopo quello vinto a Lake Placid 1983 (allora in coppia con Urs Leuthold).
| Pos.                                 | Atleti                            | Nazione            | Tempo   | Distacco |
| ------------------------------------ | --------------------------------- | ------------------ | ------- | -------- |
|                                      | Ralph Pichler Celeste Poltera     | Svizzera I         | 4:33.09 |          |
|                                      | Hans Hiltebrand André Kiser       | Svizzera II        | 4:33.45 | +0.36    |
| Wolfgang Hoppe Dietmar Schauerhammer | Germania Est I                    | 4:33.45            | +0.36   |          |
| 4                                    | Jānis Ķipurs Vladimir Aleksandrov | Unione Sovietica I | 4:34.49 | +1.40    |
| 5                                    | Anton Fischer Christoph Langen    | Germania Ovest I   | 4:35.60 | +2.51    |
| 6                                    | Nick Phipps Alan Cearns           | Regno Unito I      | 4:35.97 | +2.88    |
| 7                                    | Ingo Appelt Josef Muigg           | Austria            | 4:36.27 | +3.18    |
| 8                                    | Alex Wolf Georg Beikircher        | Italia             | 4:37.42 | +4.33    |
| 9                                    | Franz Paul Weber Harald Winkler   | Austria            | 4:37.64 | +4.55    |
| 10                                   | Mark Tout David Armstrong         | Regno Unito        | 4:38.41 | +5.32    |

### Bob a quattro
La gara si è disputata il 17 e il 18 gennaio 1987 nell'arco di quattro manches. Campione mondiale in carica era il quartetto svizzero composto da Erich Schärer, Kurt Meier, Erwin Fassbind e André Kiser, di cui solo Fassbind e Kiser erano presenti sul podio in questa edizione, facendo parte proprio dell'equipaggio che vinse il titolo ma con Hans Hiltebrand e Urs Fehlmann al posto di Schärer e Meier. Al secondo posto si piazzò l'equipaggio tedesco orientale formato da Wolfgang Hoppe, Bogdan Musiol, Roland Wetzig e Dietmar Schauerhammer, dei quali il solo Wetzig era già salito su un podio iridato di specialità nel 1982 a Sankt Moritz, vincendo l'argento anche in quella occasione. Terza al traguardo giunse l'altra compagine elvetica costituita da Ralph Pichler, Heinrich Ott, Edgar Dietsche e Celeste Poltera, con Pichler e Poltera a bissare il bronzo ottenuto l'anno precedente a Schönau am Königssee.
| Pos. | Atleti                                                           | Nazione           | Tempo   | Distacco |
| ---- | ---------------------------------------------------------------- | ----------------- | ------- | -------- |
|      | Hans Hiltebrand Urs Fehlmann Erwin Fassbind André Kiser          | Svizzera II       | 4:22.65 |          |
|      | Wolfgang Hoppe Bogdan Musiol Roland Wetzig Dietmar Schauerhammer | Germania Est I    | 4:22.91 | +0.26    |
|      | Ralph Pichler Heinrich Ott Edgar Dietsche Celeste Poltera        | Svizzera I        | 4:23.76 | +1.11    |
| 4    | Anton Fischer Florian Cruciger Uwe Eisenreich Christoph Langen   | Germania Ovest II | 4:24.52 | +1.87    |
| 5    | Peter Kienast Siegfried Zwerschina Christian Mark Kurt Teigl     | Austria I         | 4:24.79 | +2.14    |
| 6    | Nick Phipps Robert Thorne Alan Cearns Alec Leonce                | Regno Unito I     | 4:25.02 | +2.37    |

## Medagliere
| Posizione | Nazione      | Oro | Argento | Bronzo | Totale |
| --------- | ------------ | --- | ------- | ------ | ------ |
| 1         | Svizzera     | 2   | 1       | 1      | 4      |
| 2         | Germania Est | 0   | 2       | 0      | 2      |
| Totale    | Totale       | 2   | 3       | 1      | 6      |